# 佐藤英道
佐藤 英道（さとう ひでみち、1960年〈昭和35年〉9月26日 - ）は、日本の政治家。公明党所属の衆議院議員（5期）、公明党国会対策委員長、公明党北海道本部代表。
北海道議会議員（5期）、農林水産大臣政務官、厚生労働副大臣兼内閣府副大臣などを歴任した。

## 経歴
宮城県名取市生まれ。名取市立増田小学校、名取市立増田中学校、仙台市立仙台高等学校、創価大学経済学部を経て、1986年（昭和61年）3月に創価大学大学院経済学研究科修士課程を修了。同年4月、公明新聞に記者として入社し、北海道支局、東北支局で勤務。
1995年（平成7年）4月、北海道議会議員選挙に札幌市北区選挙区から公明党公認で出馬し、初当選する。
2012年（平成24年）11月16日、5期目の途中で北海道議会議員を辞職。同年12月、第46回衆議院議員総選挙に公明党から比例北海道ブロック（単独1位）に出馬し、衆議院議員として初当選する。
2014年（平成26年）12月に第47回衆議院議員総選挙、2017年（平成29年）10月に第48回衆議院議員総選挙、2021年（令和3年）10月に第49回衆議院議員総選挙でそれぞれ再選される。
2024年（令和6年）9月、公明党国会対策委員長に就任する。同年10月に第50回衆議院議員総選挙で5選を果たし、同年12月には公明党北海道本部代表に就任した。

## 役職歴

### 内閣
- 厚生労働副大臣兼内閣府副大臣（第2次岸田内閣）
- 農林水産大臣政務官（第2次安倍改造内閣・第3次安倍内閣・第3次安倍第1次改造内閣）

### 公明党
- 北海道本部代表
- 国会対策委員長
- 中央幹事
- 国会対策委員会筆頭副委員長
- 団体渉外委員長
- 市民活動委員会NPO局次長
- 内閣副部会長
- 農林水産副部会長
- 北海道本部代表代行

## 所属団体・議員連盟
- アイヌ政策を推進する議員の会

## 選挙歴
| 当落 | 選挙                     | 執行日         | 年齢 | 選挙区             | 政党   | 得票数    | 得票率 | 定数 | 得票順位 /候補者数 | 政党内比例順位 /政党当選者数 |
| ---- | ------------------------ | -------------- | ---- | ------------------ | ------ | --------- | ------ | ---- | ------------------ | ---------------------------- |
| 当   | 1995年北海道議会議員選挙 | 1995年4月9日   | 38   | 札幌市北区選挙区   | 公明党 | 1万8222票 | 19.18% | 4    | 4/5                | /                            |
| 当   | 1999年北海道議会議員選挙 | 1999年4月11日  | 41   | 札幌市北区選挙区   | 公明党 | 2万1245票 | 17.76% | 4    | 4/5                | /                            |
| 当   | 2003年北海道議会議員選挙 | 2003年4月13日  | 42   | 札幌市北区選挙区   | 公明党 | 2万6256票 | 21.67% | 4    | 2/5                | /                            |
| 当   | 2007年北海道議会議員選挙 | 2007年4月8日   | 46   | 札幌市北区選挙区   | 公明党 | 2万3467票 | 17.50% | 5    | 5/6                | /                            |
| 当   | 2011年北海道議会議員選挙 | 2011年4月10日  | 50   | 札幌市北区選挙区   | 公明党 | 2万342票  | 15.88% | 5    | 3/6                | /                            |
| 当   | 第46回衆議院議員総選挙   | 2012年12月16日 | 52   | 比例北海道ブロック | 公明党 | ーー票    | ーー   | 8    | /                  | 1/1                          |
| 当   | 第47回衆議院議員総選挙   | 2014年12月14日 | 54   | 比例北海道ブロック | 公明党 | ーー票    | ーー   | 8    | /                  | 1/1                          |
| 当   | 第48回衆議院議員総選挙   | 2017年10月22日 | 57   | 比例北海道ブロック | 公明党 | ーー票    | ーー   | 8    | /                  | 1/1                          |
| 当   | 第49回衆議院議員総選挙   | 2021年10月31日 | 61   | 比例北海道ブロック | 公明党 | ーー票    | ーー   | 8    | /                  | 1/1                          |
| 当   | 第50回衆議院議員総選挙   | 2024年10月27日 | 64   | 比例北海道ブロック | 公明党 | ーー票    | ーー   | 8    | /                  | 1/1                          |